# Stanisław Potocki (Hetman)

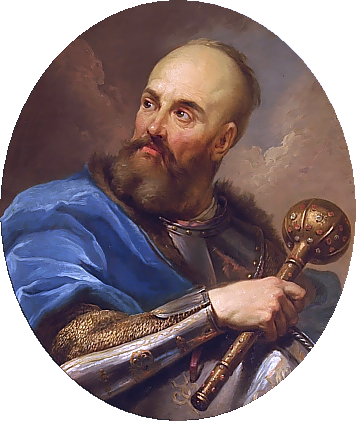
Stanisław „Rewera“ Potocki

Stanisław „Rewera“ Potocki (* 1579 in Pidhajzi; † 27. Februar 1667 ebenda) war ein Mitglied der Magnatenfamilie Potocki, polnischer Staatsmann und Heerführer während der „Sintflut“.
Stanisław Potocki erhielt den Spitznamen „Rewera“, da er häufig das lateinische Wort revera („in der Tat“) benutzte.

## Leben
Potocki war 1627 Starost von Halytsch, 1651 von Bar und 1659 von Dolyna.
Als Woiwode stand Potocki von 1631 bis 1636 der Woiwodschaft Bracław, von 1636 bis 1653 Woiwodschaft Podolien, zwischen 1655 und 1658 der Woiwodschaft Kiew und ab 1658 der Woiwodschaft Krakau vor. 1652 wurde Potocki Feldhetman der polnischen Krone und von 1654 bis 1667 war er Großhetman der polnischen Krone.
„Rewera“ kämpfte bereits im Osmanisch-Polnischen Krieg von 1620/21. Im Polnisch-Schwedischen Krieg führte Rewera 1629 die polnischen Truppen gegen die Schweden unter Hermann von Wrangel in der verlorenen Schlacht bei Górzno. Er befehligte polnischen Truppen im Kosakenaufstand vom März 1630 unter Taras Fedorowytsch (genannt „Taras Trjasylo“), 1633 im Kampf gegen die Krimtataren bei Kamjanez-Podilskyj, während der Erhebung in der Ukraine von 1637/38 unter Pawlo Pawljuk und während des Chmelnyzkyj-Aufstandes in der Schlacht bei Sboriw 1649, der Schlacht bei Berestetschko 1651 und der Schlacht bei Bila Zerkwa von 1651. Des Weiteren war Potocki Oberbefehlshaber der Truppen während des Russisch-Polnischen Krieges gegen die Moskowiter unter der Führung von Wassili Scheremetew in der Schlacht bei Ochmatiw im Jahre 1655 und in der Schlacht bei Tschudniw 1660.
1655 gründete er in Tyszowce die Konföderation von Tyszowce, ein Bündnis polnisch-litauischer Adliger, welches einen Wendepunkt im zweiten Polnisch-Schwedischen Krieg darstellte.